# Серджо Бертоні
Серджо Бертоні (італ. Sergio Bertoni, * 23 вересня 1915, Піза — † 15 лютого 1995, Ла-Спеція) — колишній італійський футболіст, нападник. По завершенні ігрової кар'єри — футбольний тренер.
Як гравець насамперед відомий виступами за клуб «Дженова 1893», а також національну збірну Італії.
У складі збірної — чемпіон світу.

## Клубна кар'єра
У дорослому футболі дебютував 1935 року виступами за команду клубу «Піза», в якій провів три сезони, взявши участь у 119 матчах чемпіонату.
Своєю грою за цю команду привернув увагу представників тренерського штабу клубу «Дженова 1893», до складу якого приєднався 1938 року. Відіграв за генуезький клуб наступні вісім сезонів своєї ігрової кар'єри.
Згодом з 1946 по 1949 рік грав у складі команд клубів «Брешія» та «Модена».
Завершив професійну ігрову кар'єру у клубі Серії B «Спеція», за команду якого виступав протягом 1949—1950 років.

## Виступи за збірні
1937 року залучався до складу молодіжної збірної Італії. На молодіжному рівні зіграв у 3 офіційних матчах, забив 4 голи.
1936 року дебютував в офіційних матчах у складі національної збірної Італії. Протягом кар'єри у національній команді, яка тривала 5 років, провів у формі головної команди країни лише 6 матчів, забивши 1 гол.
У складі збірної був учасником футбольного турніру на Олімпійських іграх 1936 року у Берліні, здобувши того року титул олімпійського чемпіона, а також чемпіонату світу 1938 року у Франції, здобувши того року титул чемпіона світу.

## Кар'єра тренера
Розпочав тренерську кар'єру відразу ж по завершенні кар'єри гравця, 1950 року, очоливши на один сезон тренерський штаб клубу «Спеція». У подальшому ще двічі повертався на тренерський місток команди цього клубу, останнього разу в сезоні 1961—1962 років.
| Дата       | Місто  | Господарі | Результат | Гості     | Турнір                | Голи | Примітки |
| ---------- | ------ | --------- | --------- | --------- | --------------------- | ---- | -------- |
| 07/08/1936 | Берлін | Японія    | 0 – 8     | Італія    | ОІ 1936 - чвертьфінал | -    |          |
| 10/08/1936 | Берлін | Норвегія  | 1 – 2     | Італія    | ОІ 1936 - півфінал    | -    |          |
| 15/08/1936 | Берлін | Австрія   | 1 – 2     | Італія    | ОІ 1936 - Фінал       | -    |          |
| 14/04/1940 | Рим    | Італія    | 2 – 1     | Румунія   | товариський матч      | -    |          |
| 05/05/1940 | Мілан  | Італія    | 3 – 2     | Німеччина | товариський матч      | 1    |          |
| 01/12/1940 | Генуя  | Італія    | 1 – 1     | Угорщина  | товариський матч      | -    |          |
| Усього     |        | Матчів    | 6         |           | Голів                 | 1    |          |

## Титули і досягнення
- Чемпіон світу (1):

1938
- Олімпійський чемпіон: 1936